# H. Olin Young

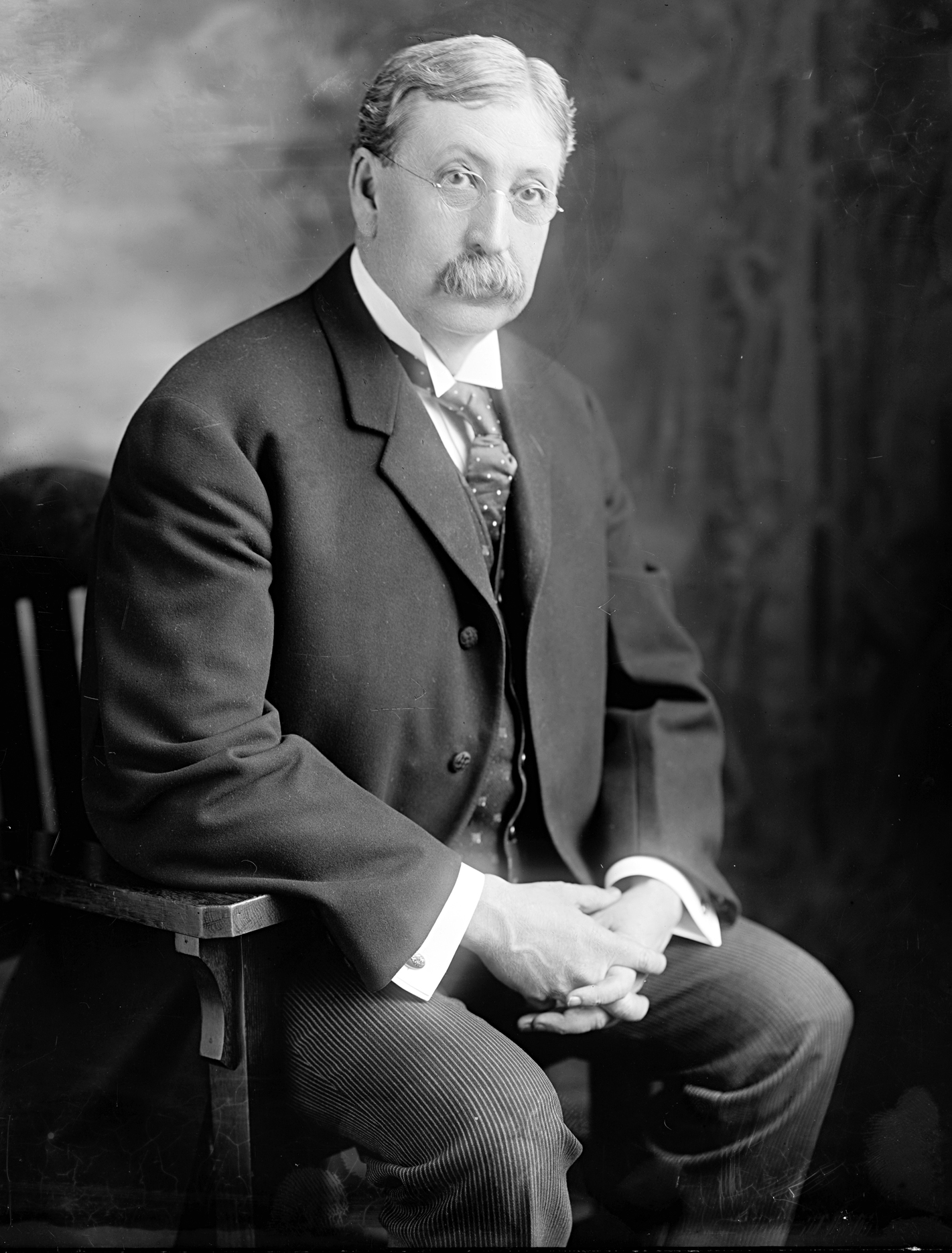
H. Olin Young

Horace Olin Young (* 4. August 1850 in New Albion, Cattaraugus County, New York; † 5. August 1917 in Ishpeming, Michigan) war ein US-amerikanischer Politiker. Zwischen 1903 und 1913 vertrat er den Bundesstaat Michigan im US-Repräsentantenhaus.

## Werdegang
H. Olin Young besuchte die öffentlichen Schulen seiner Heimat einschließlich der High School in New Albion sowie das Randolph Institute. Später zog er nach Ishpeming in Michigan, wo er in der Buchhaltung tätig war. Nach einem anschließenden Jurastudium und seiner im Jahr 1879 erfolgten Zulassung als Rechtsanwalt begann er in Ishpeming in seinem neuen Beruf zu arbeiten. Gleichzeitig schlug er als Mitglied der Republikanischen Partei eine politische Laufbahn ein. Im Jahr 1879 wurde er in das Repräsentantenhaus von Michigan gewählt. Zwischen 1886 und 1896 war er Staatsanwalt im Marquette County.
Bei den Kongresswahlen des Jahres 1902 wurde Young im zwölften Wahlbezirk von Michigan in das US-Repräsentantenhaus in Washington, D.C. gewählt, wo er am 4. März 1903 die Nachfolge von Carlos D. Shelden antrat. Nach vier Wiederwahlen konnte er zunächst bis zum 3. März 1913 fünf Legislaturperioden im Kongress absolvieren. Young wurde auch bei den Wahlen des Jahres 1912 bestätigt. Am 4. März 1913 trat er eine neue Legislaturperiode an. Gegen den Ausgang dieser Wahl legte aber der unterlegene Kandidat William Josiah MacDonald von der Progressiven Partei Widerspruch ein. Daraufhin legte Young am 16. Mai 1913 sein Mandat nieder, noch ehe der Kongress über die Wahlanfechtung entschieden hatte. Später wurde dann MacDonalds Einspruch stattgegeben, der dann am 23. August dieses Jahres das Mandat übernehmen konnte.
Nach seinem Ausscheiden aus dem US-Repräsentantenhaus war Olin Young Präsident der Miner’s National Bank in Ishpeming. Er starb am 5. August 1917 in dieser Stadt.